# Ernesto Gómez Cruz
Pour les articles homonymes, voir Gómez.
Ernesto Gómez Cruz est un acteur mexicain né le 7 novembre 1933 à Veracruz  (État de  Veracruz) et mort le 6 avril 2024 à Mexico.

## Prix
Ernesto Gómez Cruz a été nommé plusieurs fois et reçu le prix Ariel en: 2002, Le Crime du père Amaro, 1987 El imperio de la fortuna d'Arturo Ripstein, 1983 La víspera de Alejandro Pelayo, 1979 Cadena perpetua de Arturo Ripstein, 1975 La venida del rey Olmos de Julián Pastor, 1969 Rosa de José Estrada.

## Filmographie
- 1967 : Los Caifanes : Azteca
- 1968 : El Padre Guernica (série TV)
- 1969 : Trampas de amor
- 1970 : Emiliano Zapata
- 1970 : El Quelite : Gavillero
- 1971 : Muchacha italiana viene a casarse (série télévisée)
- 1971 : La Generala : Cómplice de Feliciano
- 1971 : Siempre hay una primera vez (segment Rosa)
- 1971 : Para servir a usted
- 1971 : Sin salida
- 1971 : Las Puertas del paraíso
- 1971 : El Águila descalza : Trabajador factoria
- 1972 : Tú, yo, nosotros
- 1972 : Cayó de la gloria el diablo
- 1972 : Tacos al carbón
- 1972 : Los Perturbados : (segment La Obsesión)
- 1972 : Los Cacos
- 1973 : La Derrota
- 1973 : Nosotros los pobres (série télévisée)
- 1973 : Reed, México insurgente
- 1973 : Aquellos años : Guillermo Prieto
- 1973 : Uno y medio contra el mundo
- 1973 : El Profeta Mimi : Hermano Mackenzie
- 1974 : El Primer paso... de la mujer
- 1974 : La Muerte de Pancho Villa
- 1974 : Peregrina
- 1975 : Auandar Anapu (el que cayó del cielo)
- 1975 : El Valle de los miserables : Comandante Lopez
- 1975 : Tívoli : Regino
- 1975 : La Venida del rey Olmos
- 1976 : Canoa : Lucas
- 1976 : Actes de Marusia (Actas de Marusia) : Crisculo 'Medio Juan
- 1977 : Deseos
- 1977 : Mañana de ceniza
- 1977 : Caminando pasos... caminando
- 1977 : Maten al león
- 1977 : Cascabel
- 1978 : Vive le Président ou Le Recours de la méthode (El Recurso del método) : Cholo
- 1978 : Pasajeros en transito
- 1978 : El Complot mongol
- 1979 : La Hija del odio
- 1979 : Raíces de sangre
- 1979 : La Madre
- 1979 : Cadena perpetua : Cabo Pantoja
- 1979 : La Veuve Montiel : Carmichael
- 1979 : En la cuerda del hambre
- 1981 : El Sembrado ajeno
- 1981 : Pueblo de Boquilla
- 1981 : Tiempo de lobos
- 1981 : Que viva Tepito! : Chucho
- 1981 : El Infierno de todos tan temido
- 1981 : Rastro de muerte : Torres
- 1981 : Visita al pasado : Benito Juarez
- 1982 : La Víspera
- 1982 : La Guerra es un buen negocio : Ramiro Vidal
- 1982 : La Combi asesina : Capitan de la Cruz
- 1982 : Retrato de una mujer casada : Guillermo Rivas
- 1982 : Los Gemelos alborotados
- 1982 : En el país de los pies ligeros
- 1982 : Días de combate : Gilberto Gómez Letras
- 1982 : Cosa fácil : Gilberto Gomez
- 1983 : El Qué sabe, sabe (série TV)
- 1983 : El Guerrillero del norte
- 1983 : Eréndira : The grocer
- 1983 : El Norte ou (parfois en vf) Au nord le paradis (El Norte) : Arturo Xuncax
- 1984 : Ustedes a la media noche
- 1984 : Arizona
- 1984 : Las Lupitas
- 1984 : L'Enfer de la violence (The Evil That Men Do) : Cafe Owner
- 1984 : Nosotros los pelados
- 1985 : La Revancha
- 1985 : Dos pistoleros violentos
- 1985 : Viaje al paraíso
- 1985 : El Visitante
- 1985 : Garabatos
- 1985 : Historias violentas
- 1986 : Hora Marcada (série télévisée)
- 1986 : El Lugar del corazón
- 1986 : El padre Gallo (série télévisée)
- 1986 : Relatos
- 1986 : El Abismo
- 1986 : El Puente II
- 1986 : Crónica de familia : José Ramón Urquiza
- 1986 : El Imperio de la fortuna : Dionisio Pinzon
- 1987 : Zapata en Chinameca
- 1987 : Tal como somos (série télévisée)
- 1987 : Los Confines
- 1987 : Lo que importa es vivir : Lázaro
- 1988 : Ratas de vecindad
- 1988 : El Rutas
- 1988 : Día de muertos
- 1989 : José, hijo del hombre
- 1989 : Ángeles infernales
- 1989 : Me llaman violencia
- 1989 : Mi segunda madre (série TV)
- 1989 : Barroco
- 1990 : Sandino
- 1990 : La Fuerza del amor (série TV)
- 1990 : Secta satanica
- 1990 : Chacales de la frontera
- 1991 : Paty chula
- 1991 : Las Caguamas ninjas : Bote
- 1991 : El Amarrador
- 1991 : Invitación a morir
- 1991 : La Mafia en Jalisco
- 1991 : El Extensionista : Nazario
- 1991 : Latino Bar : Blind musician
- 1991 : El Patrullero : Comandante Navarro
- 1992 : Objetos perdidos : Professor Robles
- 1992 : La Casa de los cuchillos
- 1992 : Perro rabioso III: Tras el rostro : Falcon Guardia
- 1992 : Un Toque angelical
- 1992 : Rulfo aeternum
- 1992 : Mister barrio
- 1992 : Alto poder
- 1992 : Nocturno a Rosario
- 1993 : Su herencia era matar
- 1993 : Odio, amor y muerte
- 1993 : La Sangre de un valiente : Viejo Resendez
- 1993 : Se equivoco la cigueña
- 1993 : Santo: la leyenda del enmascarado de plata : Pereda Lopez, Lucas
- 1994 : El Club de los 40 millones de jodidos
- 1994 : Ya la hicimos
- 1994 : Vagabunda : Don Meliton
- 1994 : Una Buena forma de morir
- 1994 : El Trono del infierno : El Brujo
- 1995 : La Luz
- 1995 : María José (série TV)
- 1995 : La Hiena humana
- 1995 : El callejón de los milagros : Rutilio (Don Ru)
- 1995 : Una Papa sin catsup
- 1996 : El Vuelo del águila (série télévisée) : Benito Juárez (segment "El Origen")
- 1996 : Novia mía
- 1996 : Las Delicias de poder
- 1996 : Los Vuelcos del corazón
- 1997 : Sistole Diastole : Papá
- 1997 : El Sexenio de la muerte : Jose Arturo Jimenez
- 1997 : Alta tensión
- 1998 : Manos mágicas
- 1998 : Fraude en el sexenio
- 1998 : El Amor de mi vida (série TV) : Faustino Valdez
- 1999 : Inaudito
- 1999 : Para matar al presidente
- 1999 : La Ley de Herodes : Gobernador
- 2000 : 13 Días antes de vivir
- 2000 : Cháman, viento de muerte
- 2001 : Le Mexicain (The Mexican) : Tropillo
- 2001 : Pachito Rex - Me voy pero no del todo
- 2002 : Le Crime du père Amaro (El Crimen del padre Amaro) : Obispo / Bishop
- 2003 : La Luna de Antonio
- 2004 : Santos peregrinos : Don Emiliano
- 2005 : El Baile de la iguana
- 2006 : Bandidas : Brujo
- 2006 : Un Mundo maravilloso : Compadre Filemón
- 2006 : Al final del surco